# 新浦东站
新浦东站是陇海线的铁路车站，位于江苏省连云港市新浦区，建于1932年，目前为四等站，邮政编码为222069。
新浦东站原是连云港市区东郊外的货运站，1998年，东陇海铁路改线，新浦站搬迁，干线不再经过本站，新浦东站成为支线末端车站，通过老陇海铁路与盐坨站连接。
目前业务：不办理旅客乘降；不办理行李、包裹托运；仅办理专用线、专用铁道整车、集装箱货物发到。